# Polyphyllia
Genre
Polyphyllia est un genre de coraux durs de la famille des Fungiidae.

## Liste d'espèces
Le genre Polyphyllia comprend les espèces suivantes :
| Selon World Register of Marine Species (5 juillet 2015) : - Polyphyllia novaehiberniae Lesson, 1831 - Polyphyllia talpina Lamarck, 1801 | Selon ITIS (5 juillet 2015) : - Polyphyllia novaehiberniae Lesson, 1831 - Polyphyllia talpina Lamarck, 1801 |